# Quần đảo Eo Biển
Quần đảo Eo Biển (tiếng Anh: Channel Islands, tiếng Norman: Îles d'la Manche, tiếng Pháp: Îles Anglo-Normandes hay Îles de la Manche) là một Lãnh địa vương quyền của Vương quyền Anh tại Eo biển Manche, ngoài khơi bờ biển Normandy của Pháp. Lãnh thổ này bao gồm 2 địa hạt riêng biệt: Guernsey và Jersey. Chúng được coi là tàn dư của Công quốc Normandie, và không phải là một phần của Vương quốc Liên hiệp Anh và Bắc Ireland và cũng không phải là Lãnh thổ hải ngoại của Anh. Hai địa hạt có tổng số cư dân vào khoảng 158.000 người và thủ phủ tương ứng của chúng là St. Peter Port và St. Helier, có dân số là 16.488 và 28.310 người. Tổng diện tích quần đảo là 194 km².

## Địa lý

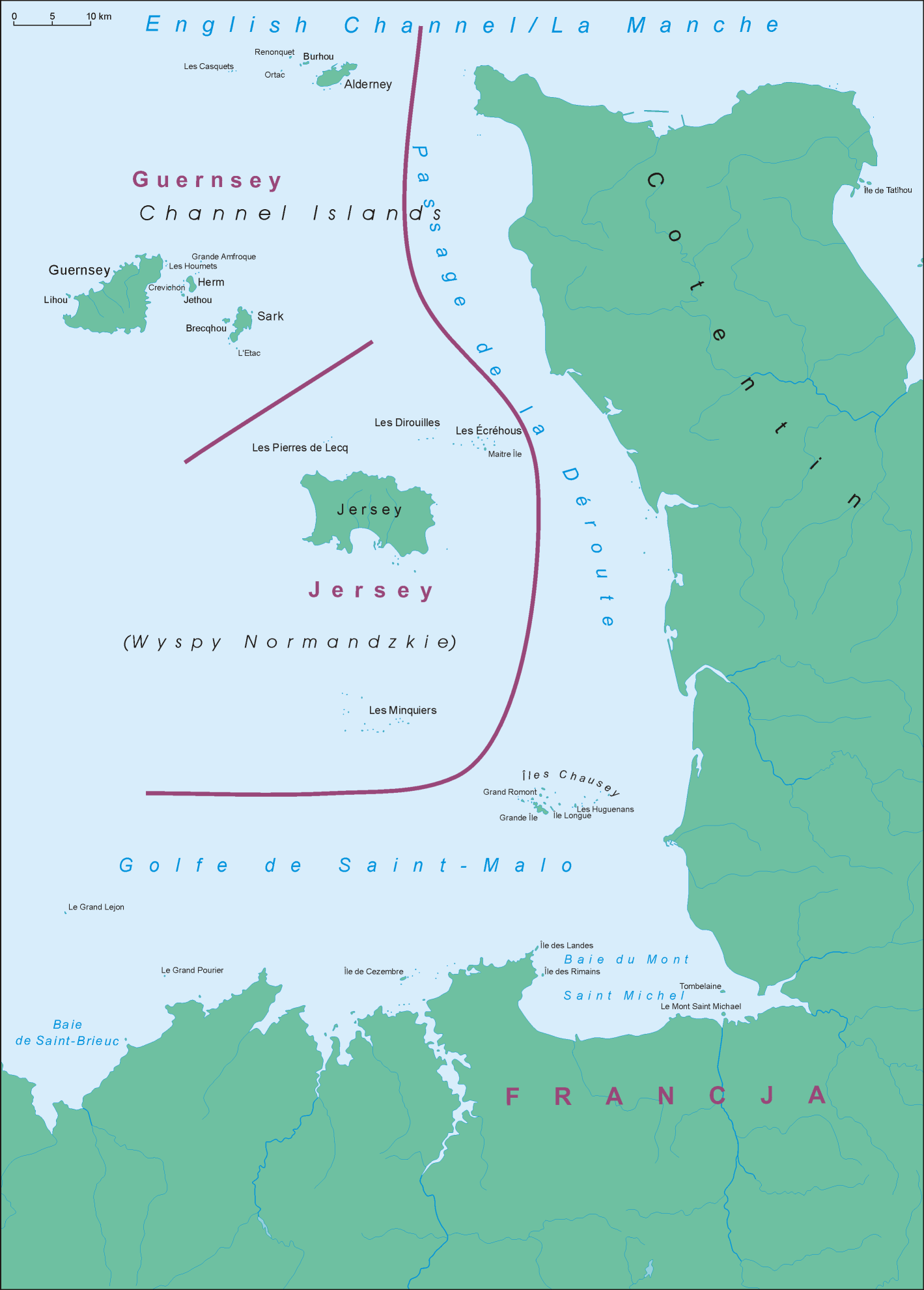
Quần đảo Eo Biển và các đảo ven bờ thuộc Pháp.

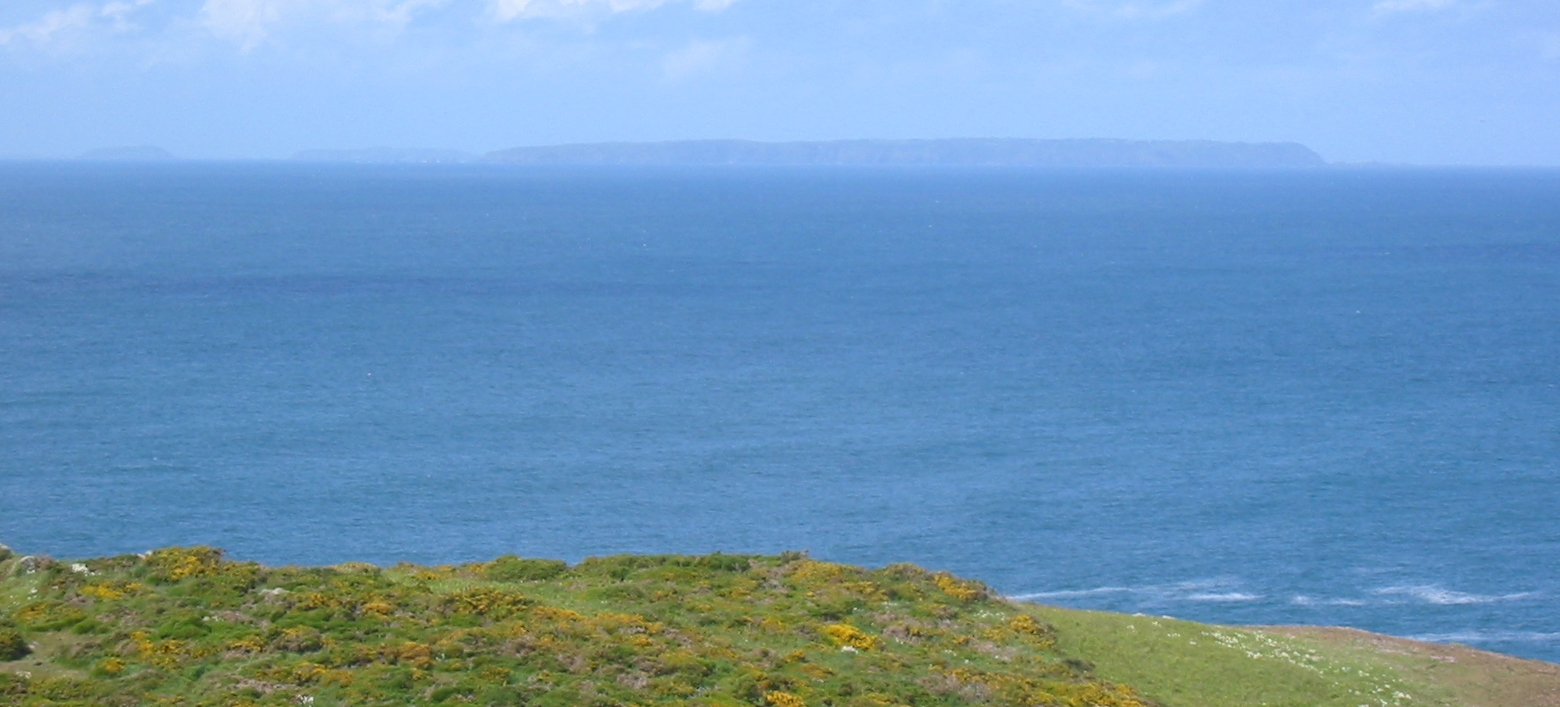
Nhìn từ bờ biển phía bắc của Jersey, Jethou, Herm và Sark là các đường lờ mờ ở đường chân trời.

Các đảo có người sinh sống trong Quần đảo Eo Biển là Jersey, Guernsey, Alderney, Sark và Herm (các đảo chính); Jethou, Brecqhou (Brechou) và Lihou, ngoại trừ Jersey thì tất cả đều thuộc địa hạt Guernsey. Các đảo không có người ở gồm: the Minquiers, Écréhous, Les Dirouilles và Les Pierres de Lecq (the Paternosters), thuộc địa hạt Jersey; và Burhou cùng Casquets nằm ngoài khơi Alderney. Tổng thể, các đảo lớn hơn có hậu tố -ey, còn các đảo nhỏ hơn có hậu tố -hou; chũng được cho là bắt nguồn từ tiếng Norse Cổ tương ứng là ey và holmr.
Quần đảo Chausey nằm ở phía nam của Jersey nói chung không được liệt vào trong định nghĩa địa lý của Quần đảo Eo Biển song chúng đôi khi cũng được gọi trong tiếng Anh với cái tên 'French Channel Islands' (Quần đảo Eo Biển thuộc Pháp) xét theo tình trạng chúng thuộc chủ quyền của Pháp. Chausey có mối liên kết về lịch sử với Công quốc Normandie, song là một lãnh thổ của Pháp cùng với lục địa Normandie, và không phải là một phần của quần đảo Anh hay Quần đảo Eo Biển theo ý nghĩa chính trị.
Trong tiếng Pháp Jersey chính thức, quần đảo được gọi là 'Îles de la Manche', trong khi tại Pháp, thuật ngữ 'Îles anglo-normandes' (quần đảo Anglo-Norman) được sử dụng đề nói tới 'Quần đảo Eo Biển' Anh Quốc. Chausey được nói đến với cái tên 'Île normande' (đối lập với anglo-normande). 'Îles Normandes' và 'Archipel Normand' cũng được sử dụng,.
Sự biến động rất lớn của thủy triều đã cung cấp một môi trường phong phú cho các khu vực chịu ảnh hưởng quanh các đảo, và một số nơi đã được đưa vào Công ước Ramsar.
Các vùng nước xung quanh các hòn đảo bao gồm:
- The Swinge (giữa Alderney và Burhou)
- The Little Swinge (giữa Burhou và Les Nannels)
- La Déroute (giữa Jersey và Sark, và Jersey và Cotentin)
- Le Raz Blanchard, hay Race of Alderney (giữa Alderney và Cotentin)
- The Great Russel (giữa Sark, Jéthou và Herm)
- The Little Russel (giữa Guernsey, Herm và Jéthou)
- Souachehouais (giữa Le Rigdon và L'Étacq, Jersey)
- Le Gouliot (giữa Sark và Brecqhou)
- La Percée (giữa Herm và Jéthou)

Đỉnh cao nhất của quần đảo là Les Platons tại Jersey với cao độ 143 mét (469 ft) trên mực nước biển.

## Lịch sử

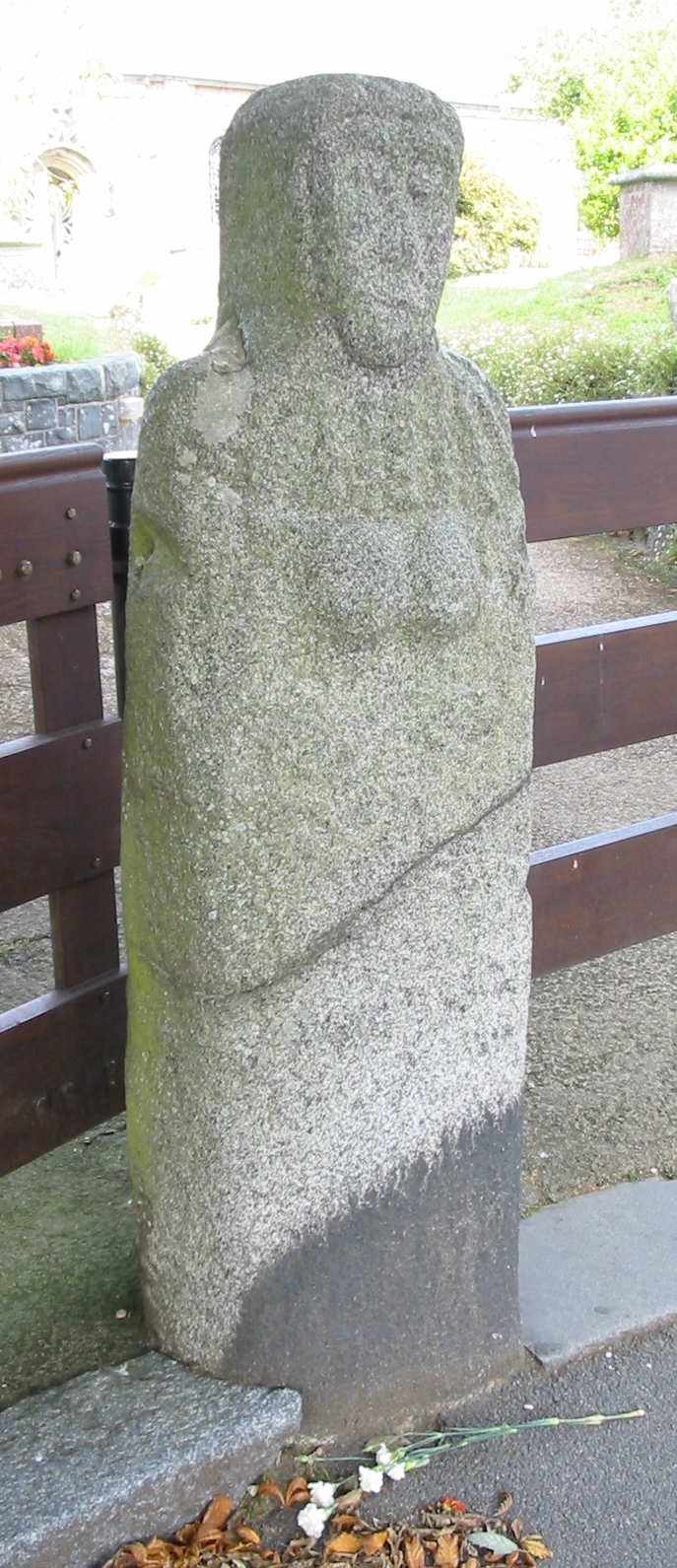
La Gran'mère du Chimquière, Statue menhir, Saint Martin, Guernsey

Bằng chứng sớm nhất về sự cư trú của loài người tại Quần đảo Eo Biển đã có niên đại từ 25.000 năm trước khi lãnh thổ vấn còn gắn liền với lục địa châu Âu. Các hòn đảo bị tách khỏi đại lục khi mực nước biển dâng lên vào thời kỳ đồ đá mới. Nhiều mộ đá và các địa điểm khảo cổ khác tồn tại và ghi chép trong lịch sử đã chứng minh sự tồn tại của một lượng cư dân lớn và được tổ chức đủ để họ có thể xây cất nên các công trình có kích thước to lớn và có sự tinh tế, như gò mộ tại La Hougue Bie tại Jersey hay statue menhir tại Guernsey.
Những nơi chôn giấu các đồng xu Armorica đã được khai quật, chúng cung cấp bằng chứng về thương mại và sự giao thiệp trong thời đồ đá. Bằng chứng về các khu định cư La Mã chỉ nằm rải rác, mặc dù rõ ràng là các hòn đảo được các quan chức và thương nhân La Mã viếng thăm. Các tên Latinh truyền thống của các hòn đảo (Caesarea của Jersey, Sarnia của Guernsey, Riduna của Alderney) có nguồn gốc (có thể nhầm lẫn) từ Hành trình Antonine. Văn hóa Gallo-La Mã đã được tiếp nhận trên một phạm vi không rõ tại các hòn đảo.
Vào thế kỷ 6, các nhà truyền giáo Ki-tô đã viếng thăm các hòn đảo. Samson of Dol, Helier, Marculf và Magloire nằm trong số các vị thánh có liên hệ với quần đảo. Mặc dù ban đầu được gộp vào trong giáo phận Dol, ngay trong thế kỷ 6 thì quần đảo đã được chuyển sang giáo phận Coutances, có lẽ là nằm dưới ảnh hưởng của Giám mục Prætextatus.
Từ lúc bắt đầu thế kỷ thứ 9, những người Norse đã xuất hiện tại vùng bờ biển. Các khu định cư của người Norse đã thành công trong các cuộc tấn công ban đầu, và từ thời kỳ này thì nhiều tên địa danh có nguồn gốc Norse đã xuất hiện, bao gồm tên gọi của các đảo hiện nay.
Quần đảo được sáp nhập vào Công quốc Normandy năm 933. Năm 1066, William II của Normandy, một chư hầu của quốc vương nước Pháp, đã xâm lược và chinh phục Anh, trở thành vua William I của England, hay còn gọi là William Nhà chinh phạt. Trong thời kỳ 1204–1214, vua John đã để mất các vùng đất Angevin tại miền bắc Pháp, bao gồm cả Normandy đại lục, cho vua Philippe II của Pháp; năm 1259 người kế vị của ông, Henry III đã chính thức từ bỏ tuyên bố và tước hiệu Công tước Normandy, song vẫn giữ lại Quần đảo Eo Biển. Từ đó, Quần đảo Eo Biển được quản lý như thuộc địa của hoàng gia, tách biệt với Vương quốc Anh và các quốc gia kế thừa của nó.
Quần đảo bị người Pháp xâm lược vào năm 1338, và họ chiếm giữ được một số lãnh thổ cho đến năm 1345. Owen của Wales đã tiến đánh Jersey và Guernsey vào năm 1372, và đến năm 1373 Bertrand du Guesclin đã bao vây Mont Orgueil.
Jersey bị người Pháp chiếm giữ trong Chiến tranh Hoa Hồng từ năm 1461 đến 1468. Năm 1483, một sắc lệnh Giáo hoàng đã quy định rằng quần đảo sẽ trung lập trong thời gian chiến tranh. Đặc quyền trung lập này cho phép người dân các đảo có thể giao thương với cả Pháp và Anh và nó được tôn trọng cho đến năm 1689 khi bị "Order in Council" bãi bỏ sau Cách mạng Vinh Quang tại Anh Quốc.
Nhiều nỗ lực khác nhau nhằm chuyển các hòn đảo từ giáo phận Coutances (đến Nantes (1400), Salisbury (1496) và Winchester (1499)) đã có tác động hạn chế cho đến khi một "Order in Council" năm 1569 chính thức đưa quần đảo vào giáo phận Winchester. Quần đảo nằm dưới quyền cai quản của Giám mục Winchester song việc quản lý không hiệu quả và chúng đã chịu sự áp đảo của những người theo thuyết Calvin và chế độ Giám mục đã không được phục hồi cho đến năm 1620 tại Jersey và năm 1663 tại Guernsey.
Trong Các cuộc chiến tranh của ba Vương quốc, Jersey là thành trì của phe Bảo hoàng, cung cấp nơi trú ẩn cho Charles, Thân vương xứ Wales vào năm 1646 và 1649–1650, trong khi phe Trưởng lão mạnh hơn tại Guernsey nói chung ủng hộ phe Nghị viện (mặc dù lâu đài Cornet vào ngày 15 tháng 12 năm 1651, thành trì bảo hoàng cuối cùng tại quần đảo Anh đã đầu hàng).
Vào Chiến tranh thế giới thứ hai, quần đảo Eo Biển bị quân Đức Quốc xã đánh chiếm vào tháng 6 năm 1940, và trở thành lãnh thổ duy nhất trên quần đảo Anh bị quân Đức chiếm lấy. Sau năm 1945, công cuộc tái thiết đã dẫn đến một sự chuyển đổi nền kinh tế của quần đảo, thu hút người nhập cư và phát triển du lịch. Các cơ quan lập quan được cải cách và các chính quyền không đảng phái đã bắt tay vào việc thực hiện các chương trình xã hội, được hỗ trợ từ nguồn thu nhập "tài chính ngoài khơi" (offshore finance), vốn phát triển nhanh chóng từ thập niên 1960. Quần đảo đã quyết định không gia nhập Cộng đồng Kinh tế châu Âu khi Anh Quốc gia nhập. Từ thập niên 1990, chính quyền quần đảo đã gặp phải thách thức khi nguồn thu từ các ngành nông nghiệp và du lịch suy giảm.